# Котов, Филипп Юрьевич
Фили́пп Ю́рьевич Ко́тов (род. 8 февраля 1989, Барнаул, Алтайский край, РСФСР, СССР) — российский актёр театра и кино. Наиболее известен благодаря роли Саши Зайцева в комедийном сериале «Зайцев+1».

## Биография
Филипп Котов родился 8 февраля 1989 года в Барнауле в актёрской семье. Мать — Елена Вячеславовна Туркова, отец — Заслуженный артист России Юрий Михайлович Котов, оба являются актёрами Нижегородского академического театра драмы им. М. Горького. В 1991 году с родителями переехал в Нижний Новгород. После окончания 9-го класса средней школы Филипп поступил в Нижегородское театральное училище на отделение «Актёр драматического театра и кино».
Ещё учась на 4-м курсе, Филипп занял I место на конкурсе Шукшина, проходившем в Самаре, а также как лучший выпускник получил в Москве Президентскую стипендию им. Соколоверова. В дипломных спектаклях Учебного театра начинающий актёр сыграл следующие роли: Джордж Гиббс в спектакле Т. Уайдлера «Наш городок»; Вадим Дульчин в постановке по произведению А. Н. Островского «Последняя жертва»; друг жениха в «Мещанской свадьбе» Б. Брехта. Кроме этого, принимал участие ещё в нескольких спектаклях, в том числе в пластическом спектакле «Неожиданное рядом».
Окончив училище в 2008 году, Филипп переехал в Москву, и в том же году был принят в труппу Театра на Таганке.
Сначала я снимался во время летнего отпуска. А потом пошёл к главному режиссёру Театра Юрию Петровичу Любимову. Ему скоро 94 года, мне 22, но Юрий Петрович меня понял. Я обещал, что буду играть в спектаклях, и не подвёл. Всегда приходил вовремя, даже если снимался на другом конце города. Когда после съёмок случался день, чтобы отоспаться, бежал в театр на репетицию.
Теперь в этом театре молодой актёр участвует в спектаклях «Арабески», «Горе от ума — Горе уму — Горе ума», «Живаго», «Мёд», «Мастер и Маргарита», «Сказки», «Электра», «Венецианские близнецы», «Калека с Инишмана», «Двенадцатая ночь», «Добрый человек из Сезуана», «Тартюф», «Евгений Онегин».

## Зайцев+1
В апреле 2011 года на канале «ТНТ» стартовал комедийный телевизионный сериал «Зайцев+1» Максима Пежемского. Два главных персонажа — Саша Зайцев и Фёдор — это две личности, странным образом уживающиеся в одном человеке. Саша в исполнении Котова, для которого эта роль в кино явилась первой — интеллигентный скромный студент-очкарик, мямля и маменькин сынок. Но в критических ситуациях, а именно когда его намеренно или случайно ударяют по голове, в нём просыпается хамоватый и беспардонный, охочий до женщин «в теле» двойник с харизматичной внешностью Михаила Галустяна, который называет себя Фёдором и в обиду себя, а значит и Сашу, не даст… Зайцев влюблён в дочь майонезного олигарха, самую красивую девушку курса Настю, ради завоевания которой пускается на разные авантюры и постоянно попадает в смешные ситуации.
Меня утвердили на роль Саши через две недели после кастинга. Когда пришёл на него, я был с длинными волосами, у меня был довольно своеобразный стиль. Пробовали меня в огромных «черепаховых» очках, причём требовалось сыграть и Сашу, и Фёдора. Потом на роль Фёдора пригласили Мишу Галустяна. Я удивился, ведь мы с ним совсем не похожи. И только перечитав сценарий, я понял, что именно так должен был выглядеть Фёдор.

## Роли в театре
Роли Филиппа Котова:
- Ромео и Джульетта (эпизод без реплик)
- Арабески — персоны / Оркестрик / Глюк
- Горе от ума — Горе уму — Горе ума — Петрушка / несколько говорящих слуг
- Доктор Живаго
- Мёд — Музыкант
- Мастер и Маргарита — Иешуа / граф Роберт / 1-й убийца / Гестас / литераторы
- Сказки — профессор орнитологии / советники мэра / оркестр
- Электра — Доктор
- Наш городок — Джордж Гиббс
- Последняя жертва — Вадим Дульчин
- Мещанская свадьба — друг жениха
- Неожиданное рядом (пластический спектакль)
- Венецианские близнецы — синьор Флориндо
- Калека с Инишмана — Калека Билли
- Двенадцатая ночь — Себастьян
- Тартюф — господин Лояль / Дамис
- Добрый человек из Сезуана — Безработный
- На всякого мудреца довольно простоты — Егор Дмитриевич Глумов (главная роль)
- Евгений Онегин — Ленский

## Избранная фильмография
Фильмы и роли:
- 2010 — Супруги — роль неизвестна (в эпизоде «Повод для убийства»)
- 2011 — Борис Годунов — русский пленник
- 2011—2014 — Зайцев+1 — Саша Зайцев
- 2013 — Деффчонки — камео, Саша Зайцев из сериала «Зайцев+1» (в эпизоде «Курортный роман»)
- 2017 — Грааль (Магдалина) — реставратор
- 2018 — Консультант. Лихие времена — Эдуард Королевский, продюсер группы «Брюлики»